# Time of No Reply
Time of No Reply è una compilation del cantautore inglese Nick Drake, pubblicata nel 1987 dalla Hannibal Records.

## Descrizione
Un anno prima di essere commercializzato separatamente, il disco era già parte di un cofanetto dal titolo Fruit Tree che, per il resto, raccoglieva assieme i tre album in studio pubblicati in vita da Drake; la raccolta contiene:
- alcuni outtake dalle sedute di registrazione del primo album Five Leaves Left (1969), tra cui Time of No Reply che dà il titolo al disco;
- versioni alternative e demo di brani sia editi (Man in a Shed, Fly, Thoughts of Mary Jane) che inediti;
- quattro tracce inedite per chitarra e voce, poste in chiusura, che il cantautore incise presso lo studio Sound Techniques di Londra, con l'ausilio tecnico di John Wood, nel febbraio 1974 – nove mesi prima di morire – e destinate probabilmente a un nuovo album, mai completato.

## Tracce
1. Time of No Reply – 2:52
2. I Was Made to Love Magic – 3:08
3. Joey – 3:04
4. Clothes of Sand – 2:32
5. Man in a Shed – 3:02
6. Mayfair – 2:28
7. Fly – 3:35
8. Thoughts of Mary Jane – 3:42
9. Been Smoking Too Long – 2:13
10. Strange Meeting II – 3:32
11. Rider on the Wheel – 2:30
12. Black Eyed Dog – 3:20
13. Hanging on a Star – 2:42
14. Voice from the Mountain – 3:40